# Rana Dajani
Rana Dajani é uma bióloga molecular palestina-jordaniana e professora titular de biologia e biotecnologia na Universidade Hachemita. Ela obteve seu Ph.D. em biologia molecular pela Universidade de Iowa. Dajani é especialista em genética das populações circassianas e chechenas na Jordânia, e também na condução de estudos de associação genômica sobre diabetes e câncer em células-tronco. Seu trabalho em pesquisa com células-tronco iniciou o desenvolvimento da Lei de Ética em Pesquisa com Células-Tronco e todos os regulamentos relacionados na Jordânia. Ela é uma defensora da teoria da evolução biológica em relação à religião do Islã, e acredita fortemente na educação e no empoderamento das mulheres, sendo membro do Conselho Consultivo Feminino das Nações Unidas na Jordânia. Ela recebeu a Ordem de Al Hussein da Jordânia por Contribuições Ilustres de Segunda Classe.
Dajani é atualmente Zuzana Simoniova Cmelikova Visiting Scholar 2019-21 na Jepson School of Leadership Studies da Universidade de Richmond e presidente da Society for Advancement of Science and Technology in the Arab World [5] (SASTA). A Dra. Dajani é ex- bolsista da Fulbright, tendo recebido dois prêmios. Ela foi membro do Instituto Radcliffe de Estudos Avançados da Universidade de Harvard, e também teve uma bolsa Eisenhower. Ela também é ex-professora visitante da Yale University no Yale Stem Cell Center e pesquisadora visitante na University of Cambridge e no Stem Cell Therapy Center na Jordânia.
Dr. Dajani é a fundadora e diretora da organização não-governamental, "We Love Reading", um programa que se esforça para promover o amor pela leitura em crianças pequenas além dos acadêmicos no mundo árabe. Por meio de We Love Reading, ela treinou mais de 7.000 mulheres para ler em voz alta na Jordânia, Líbano e Síria e estabeleceu várias bibliotecas em toda a Jordânia.
A Muslim Science Magazine [10], com sede no Reino Unido, elogiou-a como uma das mulheres cientistas mais influentes do mundo islâmico; e a Arabian Business lista Dajani como uma das "100 mulheres árabes mais poderosas do mundo", na qual ela ficou em décimo terceiro lugar.

## Vida pessoal
Dajani é filha de pai palestino e mãe síria, mas possui passaporte jordaniano. Quando questionada sobre sua nacionalidade, ela se descreve como "meio palestina e meio síria com passaporte jordaniano". Dajani é mãe de quatro filhos.

## Educação
A Dra. Dajani primeiro ganhou um Certificado Geral de Educação da Universidade de Londres em 1985, antes de estudar para seu bacharelado em biologia na Universidade da Jordânia. Em seguida, fez mestrado, também em Biologia, na mesma universidade em 1992. Ela ganhou o Prêmio First Honors por ambos. Ela frequentou a Universidade de Iowa em 2005, obtendo um doutorado em biologia molecular.

## Carreira
A carreira de Dajani é extensa, tendo sido descrita como “não uma linha reta, mas um ziguezague de prioridades e oportunidades”. Começando como professora na Universidade da Filadélfia imediatamente após se formar em seu programa de mestrado, ela lecionou por cinco anos na Academia de Amã. Por volta de 2005, ela era professora assistente na Universidade Hachemita, passando a se tornar professora titular. Em setembro de 2012, ela visitou o Departamento de Genética da Universidade de Yale como professora assistente. Ela também é mentora do programa AMENDS da Universidade de Stanford desde 2012 e consultora do Fetzer Advisory Council on the Natural Sciences no Fetzer Institute. Além disso, desde março de 2019, ela é membro do conselho consultivo da Mustafa Prize Foundation. No momento, ela é pesquisadora visitante na Universidade de Richmond e consultora da empresa Alpha Sights. [12] Ela também é co-fundadora da Academia Mundial Islâmica para Jovens Cientistas (ISESCO). Além de uma lista substancial de nomeações acadêmicas do corpo docente, ela apareceu como jurada em várias iniciações premiadas, como o Nature Inspiring Award, o Hult Prize na Hashemite University e o Innovation lab IRC.
Estendendo-se para fora de seu próprio campo, ela também fundou uma ONG chamada We Love Reading, “Taghyeer” (a palavra árabe que significa mudança), treinando mulheres para ler em voz alta e estabelecendo bibliotecas em diferentes áreas da Jordânia, incitando o amor pela leitura na crianças em 2009. Ela foi diretora do Centro de Aprendizagem de Serviços da Universidade Hachemita de 2009 a 2010, depois tornou-se diretora do Centro de Estudos da mesma universidade, de 2011 a 2012. Ela foi nomeada Especialista em Reforma do Ensino Superior pela TEMPUS Jordan.
O trabalho da Dra. Dajani se ramifica, visto que ela é jornalista freelancer desde o ano de 2011 até o presente. Ela foi editora da Frontiers in Immunology e Muslim-Science.com. Ela também prestou consultoria para muitas empresas, incluindo DQS UL Jordan, Triangle Research Group e Epic Education.
Dajani é uma forte defensora do empoderamento das mulheres, sendo membro de muitas organizações, como ASRF Women Innovators in Charge Jury em julho de 2016 e está no Conselho Consultivo da ONU Mulheres na Jordânia desde 2013 até o presente. Mentorando muitas, ela também criou um kit de ferramentas necessário para que as mulheres que ela treinou “passassem adiante” e treinassem outras também.

## Nós Amamos Ler
Depois de se formar e voltar para a Jordânia, Dajani percebeu que a Jordânia não tem bibliotecas públicas, ao contrário das 9.000 existentes nos Estados Unidos, em quase todos os bairros. Após pesquisas, ela percebeu que as crianças que lêem por prazer crescem exibindo habilidades de linguagem mais fortes, melhor desempenho acadêmico e maior inteligência emocional. Devido a isso, ela decidiu iniciar um programa que iniciaria o amor pela leitura em crianças pequenas. Ela começou sua primeira sessão de leitura em voz alta em uma mesquita, que pode ser encontrada em quase todos os bairros da Jordânia e permite a entrada de todos. À medida que as leituras em voz alta ganhavam mais popularidade, ela também começou a treinar outras mulheres nas técnicas de contar histórias.
Desde a sua fundação em 2010, We Love Reading treinou mais de 7.000 mulheres para ler em voz alta e estabeleceu cerca de 1.500 bibliotecas em diferentes áreas da Jordânia, alcançando mais de 55 países diferentes e chegando a estar presente em muitos campos de refugiados.
Por meio de We Love Reading, Dajani ganhou vários prêmios, incluindo o Library of Congress Literacy Award Best Practices, o Stars Impact Award, o prêmio Synergos Arab World Social Innovator, o WISE Award, o UNESCO International Literacy Prize e o reconhecimento da IDEO.org.

## Honras e prêmios
A Embaixada dos EUA na Jordânia, em conjunto com o Escritório de Meio Ambiente, Ciência, Tecnologia e Saúde da Embaixada dos EUA em Amã para o Oriente Médio e Norte da África, introduziu Dajani no Hall da Fama das Mulheres na Ciência em 2015. Esta honra reconheceu seu trabalho e teorias sobre a evolução biológica e o Islã, com foco na pesquisa do genoma sobre diabetes, câncer e células-tronco. Ela foi fundamental para estabelecer os termos da lei para o uso da terapia com células-tronco na Jordânia, o que abriu as portas para a regulamentação no mundo árabe e islâmico.
Seu trabalho em We Love Reading ganhou o Prêmio de Alfabetização Rei Sejong da UNESCO. O resultado disso levou ao estabelecimento de 330 bibliotecas em toda a Jordânia, enriquecendo a alfabetização de mais de 10.000 crianças, 60% das quais eram mulheres. Por este trabalho ela recebeu as seguintes homenagens: o Star Award 2015 pelo impacto na educação; uma homenagem de 2015 para os 50 Inovadores Sociais Mais Talentosos no Congresso Mundial de RSE; o OpenIDEO 2015 "Top Idea" para crianças refugiadas; ela recebeu o Prêmio Literário da Biblioteca do Congresso de Melhores Práticas em 2013; e em 2009 ela recebeu o prêmio Synergos para inovadores sociais do mundo árabe.
Em 2010, Dajani foi empossada como membro da Iniciativa Global Clinton da Fundação Clinton. Em 2014, Dajani ganhou o WISE Qatar Award e a Medalha de Honra King Hussein de 2014, e em 2009 recebeu o prêmio King Hussein Cancer Center & Biotechnology Institute. Em outubro de 2017, ela foi selecionada pelo Radcliffe Institute for Advanced Study como bolsista do Radcliffe Institute Fellowship Program na Harvard University.

### Lista de prêmios recebidos
Abaixo está uma lista dos prêmios que ela recebeu;
- Prêmio Arab Science and Technology Foundation 2019 a serviço do avanço da ciência e tecnologia
- Prêmio Jacob Klaus de Empreendedorismo Social 2018
- Prêmio World Literacy Summit 2018
- UI Carver College of Medicine's Distinguished Alumni Awards 2018
- Vencedor do Desafio de Inovação Protecting Urban Refugee Children do ACNUR 2017
- Jordan Star of Science, Categoria Biologia, Sua Majestade o Rei Abdullah II da Jordânia, World Science Forum 2017
- Prêmio Internacional de Alfabetização Rei Sejong da UNESCO 2017
- We Love Reading: Círculo de Leitura liderado por Refugiados, Iniciativa de Práticas Promissoras na Educação de Refugiados 2017 Pearson, ACNUR e Save the Children 2017
- Vice-campeão dos prêmios de design Core77 para impacto social 2017
- Aspen Ideas Festival 1 bolsista 2017
- Prêmio Harvard Radcliffe Fellowship 2017
- Prêmio Mulheres Super Empreendedoras do Congresso Mundial de RH 2017
- Na lista dos 500 muçulmanos mais influentes 2015, 2016, 2017
- PEER Award 2014 para o projeto “The Three Circles of Alemat,” PI, NSF/USAID, 2014-2017
- O prêmio inaugural do IIE Global Change-maker em comemoração ao 70º aniversário da Fulbright 2016
- Prêmio Stars de Impacto 2015
- Prêmio de Ouro da Associação de Mulheres Árabes 2015
- Ideia principal no desafio IDEO 2015
- Homenageada por Sua Majestade o Rei Abdullah II da Jordânia como líder feminina 2015
- Classificada em 12º lugar na lista da revista CEO Middle East das 100 mulheres árabes mais poderosas de 2015
- Women in Science Hall of Fame, Escritório de Meio Ambiente, Ciência, Tecnologia e Saúde da Embaixada dos EUA em Amã para o Oriente Médio, 2015
- ficou em 13º lugar na lista da revista CEO Middle East das 100 mulheres árabes mais poderosas de 2014
- 50 Inovadores Sociais Mais Talentosos de 2015 no Congresso Mundial de RSC
- Ordem de Al Hussein para Contribuições Ilustres da Segunda Classe. Concedido a "aqueles que fizeram contribuições distintas para a sociedade" 2014
- Vencedora do Prêmio WISE 2014
- Eisenhower Fellowship programa inovador 2014
- "We Love Reading" reconhecido pelo Center for Education Innovation, 2014
- Selecionada como uma dos 100 árabes mais poderosos do mundo em 2014 na categoria “gênios” pela revista Arabian Business
- Nomeado um da lista de GOOD 2014
- "We Love Reading” reconhecido pela UNESCO, 2014
- Nomeada uma das mulheres cientistas mais influentes do mundo islâmico em 2014 pela revista Muslim Science do Reino Unido
- Nomeada Cidadã do Próximo Século Lista para 2013
- Library of Congress Literacy Award para as melhores práticas para “We Love Reading,” 2013
- Prêmio Fulbright Occasional Lecture na primavera de 2013
- Fulbright Research Scholarship primeiro lugar, 2012-2013 Pesquisa na Universidade de Yale Células-tronco e micro RNA
- Apresentada no livro Innovation for Education de Charles Leadbeater, WISE Qatar Foundation, livro de 2012
- Finalista do prêmio “women in academic network” do fundo de inovação Alumni Engagement pelos ex-alunos do Estado, 2011
- Nomeada pela Universidade Hachemita para o prêmio “Women in Science” oferecido pelo Banco Islâmico de Desenvolvimento (2011)
- Filiação gratuita à Clinton Global Initiative 2010
- Iniciativa "Ahel el Himmeh", indicada ao prêmio e votada entre os 30 finalistas por "We Love Reading"
- Premiada com o prêmio de inovadora social do mundo árabe de 2009 pela Synergos pelo projeto "nós amamos ler"
- Nomeada como uma dos Ahel Al-Himmeh. Uma iniciativa da Rainha Rania da Jordânia para reconhecer indivíduos da comunidade da Jordânia que fazem trabalho voluntário para a comunidade e fazem a diferença
- Prêmio King Hussein Cancer Institute for Cancer and Biotechnology 2009
- Fulbright Alumni Development Awards (ADA) 2008
- Bolsista Fulbright 2000-2002
- Prêmio de pré-doutorado do Howard Hughes Medical Institute - menção honrosa em 2001

## Publicações e palestras
Dajani é membro do Conselho Consultivo para Mulheres da Jordânia das Nações Unidas. Ela publicou em vários periódicos revisados por pares e nas revistas Science e Nature.  Entre suas palestras está o simpósio Templeton-Cambridge Journalism Fellowship na Universidade de Cambridge ; Massachusetts Institute of Technology, McGill University, e na conferência British Council Belief in Dialogue. 